# Alfred Pasquale Zambarano
Alfred Pasquale Zambarano (Providence, Rhode Island, 24 februari 1885 – New Haven, Connecticut, 22 juni 1970) was een Amerikaans componist en dirigent.

## Leven
Zambarano werd na de High School naar Napels geschikt, om aan het Conservatorio di San Pietro a Majella di Napoli aldaar te studeren. Nadat hij afgestudeerd was, kwam hij weer terug naar de Verenigde Staten en werd lid van de Conway Band en later van de H. A. Rolfe Band en speelde daar bariton. In 1930 werd hij directeur van het Cranston School System in Rhode Island. Daar dirigeerde hij verschillende harmonieorkesten. Van 1950 tot 1955 was hij leraar in openbare scholen in Killingly en Brooklyn, Connecticut.
Hij schreef werken voor harmonieorkesten en kamermuziek.

## Composities

### Werken voor harmonieorkest
- 1950 National Capital March - (ter gelegenheid van de 150e verjaardag van Washington D.C. als zetel van de regering van de Verenigde Staten)
- Bobcat March
- National Unity March
- The Three Cardinals, voor trompet solo en harmonieorkest
- The Three Marines, voor trompet solo en harmonieorkest

### Kamermuziek
- 1959 Neopolitan Tarrantella, voor altsaxofoon en piano

## Publicaties
- Wendell Margrave: National Capital March - Official March of the National Capital Sesquicentennial Commission by Alfred P. Zambarano. in: Notes, 2nd Ser., Vol. 8, No. 3 (Jun., 1951), p. 567

- International Standard Name Identifier: 0000 0000 4884 7949
- Library of Congress Control Number: no2006087546
- Nederlandse Thesaurus van Auteursnamen: 334473527
- Virtual International Authority File: 34215214
- WorldCat: E39PBJkp78dybktCMPBCXtJhpP